# Kevin Zeroli
Kevin Zeroli (Busto Arsizio, 11 de enero de 2005) es un futbolista italiano que juega como centrocampista en el A. C. Monza de la Serie B.

## Trayectoria
Es canterano del club de su infancia, el A. C. Milan, al que llegó con 5 años. En junio de 2023 firmó un contrato profesional con el Milan hasta 2027. Fue capitán del equipo sub-19 en la temporada 2023-24. El 30 de diciembre de 2023 debutó como titular y profesional como suplente con el Milan en un partido de la Serie A contra la U. S. Sassuolo Calcio (1-0).

## Selección nacional
Nació en Italia, de padre italiano y madre nigeriana, y posee la doble nacionalidad. Es internacional juvenil con Italia, con la que disputó partidos de clasificación para el Campeonato Europeo de la UEFA Sub-19 2024 en noviembre de 2023.

## Estilo de juego
Originalmente central en su juventud, es un clásico centrocampista del 8 que puede jugar de 2 o de 3. Tiene una gran envergadura (1.87 m) y es un buen cabeceador.

## Estadísticas

### Clubes
Actualizado al último partido disputado el 14 de septiembre de 2024.
| Club                  | Div.          | Temporada     | Liga  | Liga  | Liga   | Copas nacionales | Copas nacionales | Copas nacionales | Copas internacionales | Copas internacionales | Copas internacionales | Total | Total | Total  |
| Club                  | Div.          | Temporada     | Part. | Goles | Asist. | Part.            | Goles            | Asist.           | Part.                 | Goles                 | Asist.                | Part. | Goles | Asist. |
| --------------------- | ------------- | ------------- | ----- | ----- | ------ | ---------------- | ---------------- | ---------------- | --------------------- | --------------------- | --------------------- | ----- | ----- | ------ |
| A. C. Milan · Italia  | 1.ª           | 2023-24       | 3     | 0     | 0      | 1                | 0                | 0                | 0                     | 0                     | 0                     | 4     | 0     | 0      |
| A. C. Milan · Italia  | 1.ª           | 2024-25       | 1     | 0     | 0      | 0                | 0                | 0                | 0                     | 0                     | 0                     | 1     | 0     | 0      |
| A. C. Milan · Italia  | Total club    | Total club    | 4     | 0     | 0      | 1                | 0                | 0                | 0                     | 0                     | 0                     | 5     | 0     | 0      |
| Milan Futuro · Italia | 3.ª           | 2024-25       | 3     | 0     | 0      | 2                | 0                | 0                | 0                     | 0                     | 0                     | 5     | 0     | 0      |
| Milan Futuro · Italia | Total club    | Total club    | 3     | 0     | 0      | 2                | 0                | 0                | 0                     | 0                     | 0                     | 5     | 0     | 0      |
| Total carrera         | Total carrera | Total carrera | 7     | 0     | 0      | 3                | 0                | 0                | 0                     | 0                     | 0                     | 10    | 0     | 0      |

## Palmarés

### Títulos nacionales
| Título              | Club        | País   | Año  |
| ------------------- | ----------- | ------ | ---- |
| Supercopa de Italia | A. C. Milan | Italia | 2024 |

## Vida personal
Es hijo de padre italiano y madre nigeriana.
Su hermano mayor, Bryan Zeroli, también es futbolista y jugó en las categorías inferiores del A. C. Milan.